# 何偉航 (政治人物)
何偉航（英語：Stanley Ho Wai-Hon，1984年6月18日—），前西貢區議會白沙灣選區區議員，香港民主派政治人物，工黨前副秘書長，因葵青貨櫃碼頭工潮而於香港聞名。請辭區議員一職後移居英國，並在當地擔任工會幹事，繼續投身工會活動。

## 生平
1997年，12歲時確診罹患骨癌，以整整一年時間，以手術及化療醫治。長期留院，停學一年。經治療後痊愈，但因此成為長短腳傷健人士。需持拐杖方可行走，每年至少覆診一次，並定期更換所需復康用品。
2010年加入職工盟歷任:
2010 – 2013 九巴員工協會總幹事 (2010年組織四巴工潮)
2010 – 2013 城巴有限公司職工會總幹事
2010 – 2014 香港碼頭業職工會總幹事 (2013年組織葵青貨櫃碼頭工潮)
2013年，他介入葵青貨櫃碼頭工潮，領導運動四十日,最終協助工人向資方爭取加薪達9.8%。
2015年趁七一之際與周博賢合作推出工運專輯大碟《野火》， 遊行市民半小時內搶購一空。
2016年立法會選舉後加入工黨任常委，至2019年區議會選舉後改組任副秘書長。
2017年因抗癌經歷獲選為第三屆傑出生命小戰士。
2019年1月參與村代表選舉， 以「研究丁權改革」為政綱出選家鄉高塘村原居民代表，最終僅得7票落敗 。
2019年9月29日，何偉航在西貢一遊樂場被四名戴黑色口罩人士用水喉通和木棍圍毆，導致何偉航雙手骨裂，頭部需要縫針。工黨隨即發表聲明，斥襲擊行為是「有預謀有組織」，明顯針對政見不同人士，令社區中不能存在不同聲音，製造白色恐怖。
2020年5月1日勞動節工黨及社民連在金鐘遊行請願，抗議警方反對五一遊行及要求政府設立失業援助金，何偉航丶李卓人、梁國雄等8人被票控違反限聚令，全部人不認罪，成為首宗因示威而觸犯限聚令的審訊個案，案件於2021年3月10日宣判，法庭裁定全部被告罪成。
裁判官鄭紀航裁決時表示，當日八人多次無視警方警告，一意孤行明知故犯，行為亦遭傳媒廣為報道，或令市民認為可跟隨其做法。並指若認為分開四人一組遊行便不違反限聚令，是對條例「自以為是的概化」。鄭官在庭上又援引非法集結罪中「共同目的」的定義，指事發時社民連成員手持的橫額上均印有工黨的標誌，雙方遊行的主題都與勞工權益、爭取自由等口號有關，而且當梁國雄叫喊口號時，工黨的4人亦有和應，加上兩組人叫喊的口號是由雙方橫額上的標語混合而成，可見8人正參與有共同目的的遊行，而遊行亦有預先組織和協調。他更提到，當時梁國雄手持咪高峰向警方表示「我哋係四人一組」、「我哋係分開行」等說話，反映在他心目中8人是一個單元。最終鄭官認為罰款不足以反映嚴重性，但由於本案歷時不長，加上是首宗限聚令審訊，不至於要判即時監禁，最終判各人入獄14日，緩刑18個月。而當日拒絕交出身份證的工黨副主席麥德正，另被判罰款2,000元。各名被告均不服裁決，正準備上訴。

### 2019年區議會選舉
於第六屆香港區議會選舉中在西貢區議會白沙灣選區參選。最終何偉航以不足七百票之差（即57%得票）擊敗接棒時任議員邱戊秀的前委任議員民建聯成員陳權軍而成功當選為新一任區議員，成為該區首位非建制派區議員，同時打破自首屆區議會成立以來，鄉事派和親中派壟斷該區長達37年的局面。

## 公職

### 區議會公職[12]
西貢區議會區議員（2020年-2021）
西貢公路改善工程工作小組主席
- 社區營造及社會創新委員會委員
- 地區設施管理委員會副主席
- 教育、健康及社會福利委員會委員
- 環境衞生、氣候變化及漁農委員會委員
- 財務及行政委員會委員
- 房屋及規劃發展委員會委員
- 交通及運輸委員會委員
- 將藍隧道、跨灣路、新政府大樓工作小組成員

## 軼事
曾於訪問中透露自己為基督徒，但支持同志平權，似乎並非俗稱耶膠的保守人仕。又提及自己若不從政及從事工運，可能會以音樂家為志業

## 資料來源與註釋
1. ↑  .   [2024-03-23]. （原始内容存档于2023-10-13）.
2. ↑  . 立場新聞 Stand News.   [2020-02-13]. （原始内容存档于2019-08-17） （英语）.
3. ↑  . 東方日報.   [2020-02-13]. （原始内容存档于2020-02-13） （中文（香港））.
4. ↑  . 每日明報.   [2020-02-13]. （原始内容存档于2020-02-13）.
5. ↑  . 香港獨立媒體網.   [2020-02-13]. （原始内容存档于2020-02-13）.
6. ↑  . 蘋果日報 (香港). 2019-12-27  [2019-12-27]. （原始内容存档于2019-12-27）.
7. ↑  .   [2019-10-01]. （原始内容存档于2019-10-01）.
8. ↑  .   [2019-10-01]. （原始内容存档于2019-10-01）.
9. ↑  香港蘋果新聞. .   [2021-03-23]. （原始内容存档于2021-03-10）.
10. ↑  眾新聞. .   [2021-03-23]. （原始内容存档于2021-06-07）.
11. ↑  . www.elections.gov.hk. （原始内容存档于2019-12-09）.
12. ↑  . www.districtcouncils.gov.hk.
13. ↑  . Apple Daily 蘋果日報.   [2020-02-13]. （原始内容存档于2020-02-13） （中文）.

## 外部連結
- 何偉航的Facebook專頁

W
| 議會席位      | 議會席位                                                | 議會席位    |
| ------------- | ------------------------------------------------------- | ----------- |
| 前任： 邱戊秀 | 西貢區議會 白沙灣選區區議員 2020年1月1日－2021年7月12日 | 繼任： 懸空 |